# Nováčekite-I
La nováčekite-I est un minéral de la classe des phosphates, qui appartient au groupe de l'autunite. Elle a été nommée en l'honneur du minéralogiste tchèque Radim Nováček.

## Histoire
La nováčekite-I a été découverte dans la veine Walpurgis Flacher de la mine de Weißer Hirsch, à Neustädtel (Schneeberg) (de), dans l'arrondissement des Monts-Métallifères (Saxe, Allemagne).
Elle a été nommée en l'honneur Radim Nováček (1905-1942), minéralogiste et chimiste à l'université Charles de Prague. Le nom original était simplement Novacekite. Des chiffres romains ont été ajoutés plus tard pour indiquer les stades d'hydratation/déshydratation (Walenta 1964) et des diacritiques ont été ajoutés en 2008 (nováčekite-I).

## Caractéristiques
La nováčekite-I est un arséniate d'uranyle et de magnésium de formule chimique Mg(UO2)2(AsO4)2 · 12 H2O. Elle cristallise dans le système triclinique. Sa dureté sur l'échelle de Mohs est de 2,5. La novačekite-I est très instable dans les conditions ambiantes et se déshydrate rapidement en nováčekite-II (Mg(UO2)2(AsO4)2 · 10 H2O), ainsi qu'en métanováčekite (Mg(UO2)2(AsO4)2 · 8 H2O).

## Classification
Selon la classification de Nickel-Strunz, la  nováčekite-I appartient à « 08.EB: Phosphates et arséniates d'uranyle, avec un rapport UO2:RO4 = 1:1 », avec les minéraux suivants : autunite, heinrichite, kahlerite, saléeite, torbernite, uranocircite, uranospinite, xiangjiangite, zeunérite, métarauchite, rauchite, bassetite, lehnerite, méta-autunite, métasaléeite, métauranocircite, métauranospinite, métaheinrichite, métakahlerite, métakirchheimerite, métanováčekite, métatorbernite, métazeunérite, przhevalskite, méta-lodevite, abernathyite, chernikovite, méta-ankoléite, natrouranospinite, trögerite, uramphite, uramarsite, threadgoldite, chistyakovaïte, arsénuranospathite, uranospathite, vochtenite, coconinoïte, ranunculite, triangulite, furongite et sabugalite.

## Gisements
Outre son lieu de découverte (localité type), la nováčekite-I a été décrite dans d'autres localités en Allemagne, ainsi qu'en Autriche, en France, en Italie, en Suisse, en Angleterre, en Tchéquie, au Maroc, en Afrique du Sud, au Brésil, au Mexique, en Ouzbékistan et aux États-Unis.